# Polo del Buon Governo
Il Polo del Buon Governo era una coalizione elettorale di destra presentatasi in occasione delle elezioni politiche del 1994. Essa comprendeva essenzialmente Forza Italia e Alleanza Nazionale - MSI e si presentava unicamente nella maggioranza dei collegi uninominali centro-meridionali; in quelli centro-settentrionali, invece, era presente la coalizione rappresentata dal Polo delle Libertà, che si componeva di Forza Italia e Lega Nord, mentre AN-MSI si presentò da sola. Entrambe le coalizioni sostenevano la leadership di Silvio Berlusconi, leader di Forza Italia. In quota Forza Italia furono candidati esponenti del CCD di Pier Ferdinando Casini e dell'Unione di Centro di Raffaele Costa.
Il Polo del Buon Governo si presentava dunque in concorrenza con lo schieramento di centro-sinistra dei Progressisti e con quello di centro del Patto per l'Italia.

## Nascita del Polo del Buon Governo
La formula del Polo del Buon Governo fu ideata da Giuliano Urbani, in seguito al rifiuto della Lega di accogliere Alleanza Nazionale all'interno del Polo delle Libertà.
L'asimmetria delle due coalizioni del Polo si riflesse anche nella modalità di presentazione nelle circoscrizioni; in particolare, il Polo del Buon Governo non si presentò nei collegi della Campania 2 e dell'Abruzzo, dove Forza Italia e Alleanza Nazionale presentarono propri candidati autonomi.
Da sottolineare, comunque, che l'espressione Polo del Buon Governo (così come quella di Polo delle Libertà) non aveva i crismi dell'ufficialità. Infatti, a causa del tipo di aggregazione e di alleanze impossibili da ricondurre sotto un unico logo, non esisteva un simbolo identificativo della coalizione: fu così che per la quota maggioritaria della Camera i nomi dei candidati di coalizione erano affiancati, sulla scheda elettorale, dai simboli di ciascuna lista appartenente all'alleanza; nel caso del Senato, dove era ammesso un solo contrassegno per coalizione, la scelta ricadde su una meccanica sovrapposizione dei singoli simboli, senza dunque alcuna effettiva denominazione.

## La vittoria elettorale e il governo Berlusconi I
I seggi ottenuti complessivamente dal centro-destra assicurarono una maggioranza netta alla Camera, mentre al Senato sfiorò per pochi seggi la maggioranza assoluta. Il Polo del Buon Governo ottenne alla Camera 129 seggi, di cui 79 andarono ad Alleanza Nazionale, 37 a Forza Italia e 13 al CCD; al Senato ottenne 64 seggi, di cui 40 ad Alleanza Nazionale, 14 a Forza Italia e 10 al CCD.
Grazie all'appoggio di alcuni senatori a vita, fu formato il governo Berlusconi I, che vedeva la partecipazione di tutti i partiti della coalizione ad eccezione dei radicali. Già durante il primo governo Berlusconi, intanto, si iniziò ad usare l'espressione Polo delle Libertà per riferirsi a tutta l'area di governo, facendo cadere in disuso l'espressione Polo del Buon Governo.
A differenza del Polo delle Libertà, quello del Buon Governo si presentò generalmente unito alle elezioni amministrative italiane del 1994 anche al Nord e quindi contro la Lega, contribuendo a esacerbare le tensioni nel governo.
Il centro-destra assunse definitivamente il nome di Polo per le Libertà in occasione delle elezioni politiche del 1996 dove si aggiunse il CDU di Buttiglione. Della coalizione a quelle politiche facevano parte:
- Forza Italia;
- Alleanza Nazionale - MSI;
- Centro Cristiano Democratico - Cristiani Democratici Uniti;
- Unione di Centro.

## Risultati elettorali
| Elezione       | Elezione             | Voti      | %     | Seggi     |
| -------------- | -------------------- | --------- | ----- | --------- |
| Politiche 1994 | Camera maggioritario | 5.732.890 | 14,89 | 129 / 475 |
| Politiche 1994 | Senato               | 4.544.573 | 13,74 | 64 / 315  |